# 尾池亜美
尾池 亜美（おいけ あみ、1988年8月16日 - ）は、日本のヴァイオリニスト。東京芸術大学准教授。
2016年の結婚による改姓を機に活動名を尾池亜美から伊藤亜美に変更していたが、2019年より再び尾池亜美に戻している。

## 人物

### 略歴
1988年、外交官の父、尾池厚之とピアニストの母、尾池真生子のもとに生まれ、3歳よりヴァイオリンを始める。1995年、父の赴任に伴いジュネーヴに渡る。ジュネーブではハビブ・カヤレイに師事し、11歳でジュネーヴ音楽祭にてオーケストラと共演。帰国後は石井志都子に師事。2004年、東京芸術大学附属音楽高等学校へ入学。同校3年時には、フランスのユネスコ本部にて開催された「東京芸術大学附属音楽高等高校オーケストラ・パリ公演（ユネスコ平和祈念コンサート）」に出演し、ソリストとコンサートマスターを務めた。2007年、東京芸術大学へ進学。澤和樹、ジェラール・プーレ、オレグ・クリサに師事し、優秀な学生に授与される安宅賞を受賞。卒業時にはアカンサス賞（卒業最優秀賞）、同声会賞を受賞。
2012年、スイスのローザンヌ高等音楽院ソリスト修士課程を最優秀の成績で修了。同院ではピエール・アモイヤルに師事。また、アモイヤル主宰のアンサンブル「カメラータ・デ・ローザンヌ」に参加し、フランス・エラートレーベルの録音にてアモイヤルと共演。その後、イギリス王立北音楽院に奨学生として招かれ、ヤイル・クレスに師事し、インターナショナル・アーティスト・ディプロマコースを修了。2014年よりオーストリアのグラーツ芸術大学に在籍。ヤイル・クレスに師事し、研鑽を積む。2014年、初のソロアルバム「French Romanticism」が、CD屋さんが選ぶ『クラシックCDアワード 2014』に選出。2016年、ウィーンの教会で録音したセカンドアルバム「A」が、レコード芸術誌特選盤に選出。2016年に坂東祐大らとEnsemble FOVEを結成し、2019年にCD「ZINGARO!!!」を発表。
2020年4月より東京芸術大学音楽学部講師。2025年4月より同学部准教授。

### コンクールおよび音楽賞歴
- 2000年、第54回全日本学生音楽コンクール（小学校の部）東京大会第2位。
- 2002年、第56回全日本学生音楽コンクール（中学校の部）東京大会第2位。
- 2003年、第11回日本モーツァルトコンクールに最年少で入賞。
- 2008年、第11回江藤俊哉ヴァイオリンコンクール第1位。
- 2009年、第78回日本音楽コンクール第1位。同時に岩谷賞（聴衆賞）、レウカディア賞、鷲見賞、黒柳賞。
- 2009年、第19回青山音楽賞バロックザール賞。
- 2011年、第2回RNCMマンチェスター国際ヴァイオリンコンクール優勝。同時に委嘱作品最優秀演奏賞。
- 2013年、第12回カール・フレッシュ国際ヴァイオリン・コンクール第2位。同時にオーケストラ特別賞。

### 共演
新日本フィルハーモニー交響楽団、東京交響楽団、日本フィルハーモニー交響楽団、関西フィルハーモニー管弦楽団、藝大フィルハーモニア、東京フィルハーモニー交響楽団、京都市交響楽団、ロイヤル・リヴァプール・フィルハーモニー管弦楽団、ローザンヌ室内オーケストラ、カメラータ・デ・ローザンヌ、ジュール・フィルハーモニー管弦楽団、JAGMO、ARTE MANDOLINISTICA、ARTE TOKYO、パスピエ、米津玄師他。